# Rudolf Vrba
Rudolf Vrba, vlastním jménem Walter Rosenberg (11. září 1924 Topoľčany, Československo – 26. ledna 2006 Vancouver, Kanada), byl slovenský profesor farmakologie na University of British Columbia zaměřený na neurologii. Mezinárodně proslul více než 50 pracemi o chemických procesech v mozku a studiem cukrovky a rakoviny. Je znám především tím, že byl jedním z pěti Židů, kterým se podařilo utéci z koncentračního tábora Auschwitz (Osvětim) a současně předat Spojencům informace o masových vraždách, ke kterým tam docházelo v rámci holocaustu.

## Mládí a uvěznění

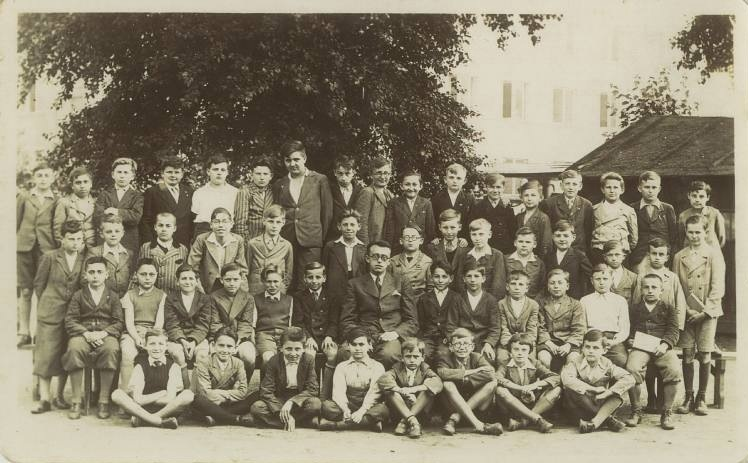
Vrbova fotografie ze střední školy, 1935-36, čtvrtý zleva, spodní řada.

Rudolf Vrba se narodil jako Walter Rosenberg v Topoľčanech Eliasovi a Heleně Rosenbergovým. Po vzniku Slovenského štátu byl jako Žid vystaven výraznému omezení lidských svobod na základě tehdy zavedených slovenských právních norem, které se nápadně podobaly Norimberským zákonům (mnozí fašističtí Slováci se dokonce chlubili, že jejich zákony jsou ještě přísnější než ty německé).
Poté, co byl Vrba vyloučen z bratislavského gymnázia, začal pracovat jako dělník. Později na toto období vzpomínal takto: „V práci jsem zjistil, že existují dva druhy platů. Nízké pro Židy a vyšší pro všechny ostatní. A když jsem přišel o práci, zjistil jsem, že ve frontě před zprostředkovatelnou práce musím stát na druhém místě. Nejprve byla práce přidělována těm ostatním, a nám, jen když jsme měli štěstí a nějaká zbyla.“ 
I přesto, že to bylo zakázané, pokračoval doma v samostudiu. Už studium angličtiny považovala jeho matka za výstřednost. Když se začal učit i ruštinu, vzala jej k lékaři, neboť se obávala o jeho duševní zdraví. Lékař ale matku ubezpečil, že se nejedná o žádnou zdravotní úchylku.
V březnu 1942 se jako sedmnáctiletý kvůli narůstajícímu antisemitismu a zahájením deportací do Polska rozhodl uprchnout přes Maďarsko a Jugoslávii do Anglie a přidat se tam k československé armádě. Od matky obdržel 200 korun a kvůli omezení pohybu pro židovské občany se nechal odvézt taxíkem z Trnavy do Seredi, odkud se vydal v noci pěšky přes hranici do tehdy maďarské Galanty. Rodina jeho kamaráda žijící v Galantě mu pomohla dostat se do Budapešti. Tam se nějaký čas skrýval u lidí, na něž dostal kontakt od svých přátel v Trnavě. Jelikož jeho snaha pokračovat do Británie byla příliš nebezpečná, bylo rozhodnuto, že pojede zpět na Slovensko, kde mu budou vyřízeny falešné árijské papíry. Proto se Rudolf Vrba znovu vydal do Trnavy, ale při opětovném přecházení hranice byl chycen maďarskými pohraničníky. Ti jej přenechali slovenským úřadům, kterými byl umístěn do sběrného tábora v Novákách. Z tohoto tábora se mu podařilo společně s jeho spoluvězněm Josefem Knappem utéci, ale po pár dnech jej znovu chytil četník v Topoľčanech. Vrba byl odvezen zpět do tábora v Novákách, odkud jej prvním transportem nechali dne 14. června 1942 deportovat do Polska.

## Majdanek

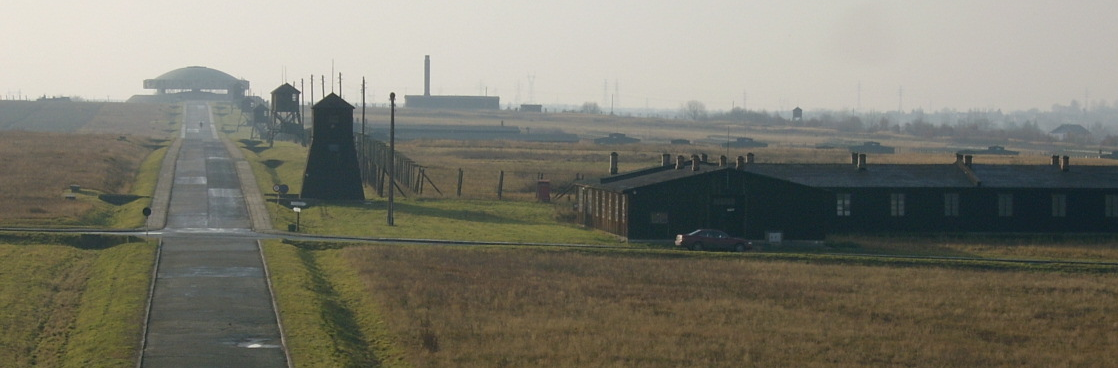
KL Majdanek

Dne 16. června byli poblíž Lublinu z vlaku vybráni muži ve věku od 16 do 45 let a byli odvedeni do KL Lublin (Majdanek). Zbylá část transportu pokračovala do vyhlazovacího tábora v Belžci. Vrba však na Majdanku příliš dlouho nepobyl, při první příležitosti se nechal zařadit do transportu 400 vězňů, kteří měli jet pracovat na zemědělských statcích. Ve skutečnosti byla těmito „statky“ KL Auschwitz. Jejich transport odjel z Lublinu 29. června 1942 a o den později stanul v Osvětimi.

## Auschwitz
V koncentračním táboře Auschwitz byl zaregistrován jako vězeň číslo 44070. Životní podmínky v táboře byly natolik kruté, že ze 400 osob, které přijely ve Vrbově transportu, jich za měsíc a půl (15. srpna 1942) žilo již jen pouhých 208.
Slibovanou „prací na farmě“ mělo být vykopávání a spalování (na otevřeném ohni) asi 100 000 těl, které byly v Birkenau před výstavbou výkonných krematorií pohřbívány pouze do mělkých hromadných hrobů. K této práci se však Rudolf Vrba nedostal, neboť byl vybrán do oddílu, který pracoval v potravinovém skladu SS (součást Hauptwirtschaftslager SS). Zde pracoval 6 týdnů a poté bylo celé komando kvůli aféře s krádeží potravin za trest převeleno na stavební práce do Buna-Werken (budoucí Auschwitz III-Monowitz). Rudolf Vrba se díky tomu, že jeho kolega Josefa Erdelyi ovládal francouzštinu, dostal k lehčí práci při stavění pylonů z ocelových drátů. Po asi 4 týdnech, po dezinfekční akci, která proběhla v souvislosti s epidemií skvrnitého tyfu, byl zařazen 30. srpna 1942 do tzv. Aufräumungskommanda (v táborové mluvě nazývaném Kanada). Za chycení při pašování věcí pro svého kápa byl zmlácen do bezvědomí a nějaký čas strávil v táborové nemocnici. Po návratu pracoval na tzv. Judenrampě (židovská rampa, místo mezi tábory Auschwitz I a Auschwitz II, kam přijížděla většina transportů) při vykládání věcí zkonfiskovaných lidem, kteří byli přiváženi do tábora. 15. ledna 1943 bylo celé jeho komando přemístěno do tábora v Březince (Auschwitz II-Birkenau).
Tam se setkal se svým známým z Trnavy Alfrédem Wetzlerem a připojil se k odbojové skupině soustředěné kolem Dawida Szmulewského. Později začal pracovat jako zapisovatel (Blockschreiber) v karanténním táboře BIIa. Byl svědkem založení a částečné likvidace (8. března 1944) terezínského rodinného tábora BIIb, při němž zahynula v plynových komorách i dívka, do níž se zamiloval – Alice Munková.
Dne 8. března promluvil Vrba k 16 členům odbojové organizace a na základě zpráv od Dawida Szmulewského jim sdělil, že mohou očekávat pouze smrt. Vůdcem plánovaného povstání se měl stát německý Žid Fredy Hirsch. Když se ale dozvěděl, že šanci uprchnout mají jen dospělí a děti budou muset zůstat v táboře (čili zemřít), vyžádal si hodinu na rozmyšlenou, během níž se otrávil. Po jeho sebevraždě se již další vhodný vůdce nenašel.

## Útěk
O útěku z Birkenau začal Vrba společně s Wetzlerem přemýšlet někdy v druhé polovině roku 1943. Po bedlivém prozkoumání vydařených a nevydařených útěků a obeznámení se s nejbližším okolím tábora se rozhodli, že nejlepší bude utéci přes právě stavěný nový úsek BIII – tzv. Mexiko. Jejich plánem bylo připravit si v tomto rozestavěném úseku vhodný úkryt, schovat se v něm a po třech dnech z něj utéci na svobodu. Důvod pro tento postup byl logický. V Birkenau totiž existovaly 2 strážní okruhy – tzv. Kleine Postenkette a Grosse Postenkette. Vnitřní řetěz stráží (Kleine Postenkette) vedl přímo po hranicích tábora a tvořily jej strážní věže a ploty z ostnatého drátu. Vnější řetěz stráží (Grosse Postenkette) obklopoval tábor ve vzdálenosti asi 1–3 km. Skládal se z primitivních strážních věží, které od sebe byly rozmístěny v odstupech asi 200 m. Do tohoto, přes den hlídaného prostoru, vycházeli vězňové každé ráno pracovat. Pokud se večer po návratu pracovních oddílů do tábora shodoval počet vězňů s počtem, který ráno tábor opustil, byli esesmani z vnějšího okruhu staženi. Pokud ne, byl vyhlášen poplach a stráže zůstaly na vnějším řetězu po dobu tří dní. Po tuto dobu pak probíhalo hledání uprchlých vězňů. Pokud nebyli do tří dnů chyceni, mělo se za to, že jsou již mimo oblast tábora a stráže byly staženy. Tohoto zaběhlého způsobu hledání uprchlíků chtěli Vrba s Wetzlerem využít.
Zřízení úkrytu na „Mexiku“ zabralo poměrně dost času. Nejbližší okolí však skýtalo mnoho možností, neboť se zde nacházelo plno stavebního materiálu. Asi na počátku roku 1944 byl úkryt hotový. Šlo o vyhloubenou díru, která byla ukryta pod hromadou dřeva pro stavbu baráků. Potřebné však byly ještě další přípravy. Díky kontaktům v oddíle Kanady získali mnoho věcí nezbytných pro útěk – civilní oblečení, boty a další věci, které se při útěku mohly hodit. Připravili si také trasu útěku na Slovensko. S plánováním trasy jim pomáhal spoluvězeň Paweł Gulba.

## Vrbova a Wetzlerova zpráva
Se spoluuprchlíkem Alfrédem Wetzlerem nadiktovali v dubnu 1944 zděšeným židovským představitelům v Žilině na Slovensku 32 stran výpovědi, která se stala známá jako Vrbova a Wetzlerova zpráva. Ta je považovaná za jeden z nejdůležitějších dokumentů 20. století, neboť poprvé poskytla spojencům podrobné informace o koncentračním táboře a byla označena za věrohodnou. Ačkoliv uvolnění zprávy pro veřejnost bylo kontroverzně pozdrženo a zpráva byla zveřejněna až po zahájení masových deportací maďarských Židů do Auschwitzu (15. května 1944, celkem 437 000 osob), bývá jí připisována záchrana mnoha lidských životů. Informace ze zprávy byly publikovány prostřednictvím British Broadcasting Corporation 15. června 1944 a 20. června v New York Times. Papež Pius XII., americký prezident Franklin D. Roosevelt a švédský král Gustav V. následně žádali maďarského admirála Miklóse Horthyho o zastavení deportací. K tomu došlo 9. července 1944 a odhaduje se, že tak bylo zachráněno asi 200 000 Židů.

## Příběh Rudolfa Vrby ve filmu
Podle autobiografického románu Alfréda Wetzlera Co Dante neviděl natočil slovenský režisér Peter Bebjak film Zpráva. Film vznikl v mezinárodní koprodukci. Rudolfa Vrbu hraje Peter Ondrejička, Alfréda Wetzlera Noël Czuczor, jedna z rolí byla svěřena britskému herci Johnu Hannahovi. Uvedení filmu v kinech bylo naplánováno na 28. ledna 2021 u příležitosti Mezinárodního dne památky obětí holocaustu. Tento film (94 minut, slovensko-česko-německá koprodukce) byl uveden do kin na Slovensku 23. září 2021 (Continental film) a v České republice 14. října 2021 (Falcon).